# PARC

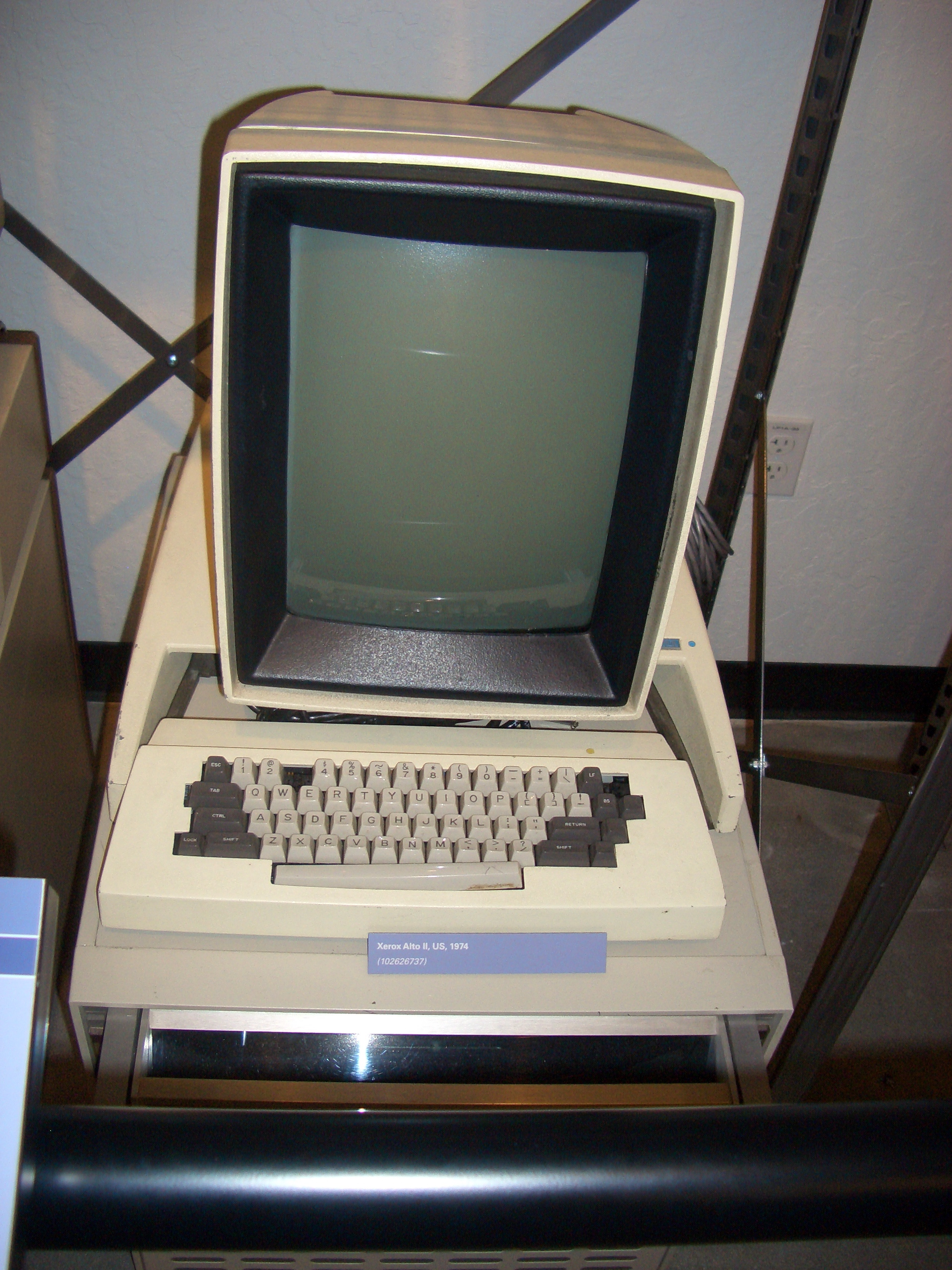
Xerox Alto — перший у світі комп'ютер з графічним інтерфейсом, розроблений в Xerox PARC

PARC (англ. Palo Alto Research Center), раніше Xerox PARC — науково-дослідницький центр, заснований за вимогою головного наукового співробітника компанії Xerox Джека Голдмана у 1970 році. У 2002 році PARC виділено в окрему компанію (у власності Xerox).
На момент заснування центру Xerox втратив патент на ксерографію і його менеджери побоювалися втрати частини ринку на користь японських концернів. Саме тому центр повинен був працювати над інноваційними розробками, які б дозволили фірмі і надалі залишатися лідером на ринку офісних технологій.

## Досягнення
В Xerox PARC було розроблено технології, які сьогодні активно використовуються. Багато з них стали стандартом у комп’ютерному світі, разом з тим, маркетингова політика, спрямована в першу чергу на ринок копіювальної техніки, привела до того, що розробками центру скористалися інші фірми, такі як Adobe, Apple та Microsoft.
У 70-их роках ХХ ст. в центрі було розроблено:
- Лазерний принтер.
- Мова програмування Smalltalk
- Концепція об’єктно-орієнтованого програмування.
- Ідея ноутбука.
- Ethernet.
- Мова InterPress (попередник мови Postscript).
- Графічний інтерфейс користувача, вперше реалізований в комп’ютері Xerox Alto (попередник Apple Macintosh).
- Принцип WYSIWYG та перший WYSIWYG-орієнований текстовий редактор Bravo (попередник Microsoft Word).

В 90-х роках ХХ ст. в PARC було розроблено протокол IPv6 та концепція «всюдисущих обчислень». У 2000-их роках — методологію аспектно-орієнтованого програмування та першу аспектно-орієнтовану мову AspectJ.